# Atripalda
Atripalda is een gemeente in de Italiaanse provincie Avellino (regio Campanië) en telt 11.336 inwoners (31-12-2004). De oppervlakte bedraagt 8,5 km², de bevolkingsdichtheid is 1393 inwoners per km².

## Demografie
Atripalda telt ongeveer 3756 huishoudens. Het aantal inwoners daalde in de periode 1991-2001 met 2,2% volgens cijfers uit de tienjaarlijkse volkstellingen van ISTAT.
| Jaar | Inwoneraantal |
| ---- | ------------- |
| 1991 | 11.397        |
| 2001 | 11.146        |

## Geografie
De gemeente ligt op ongeveer 294 meter boven zeeniveau.
Atripalda grenst aan de volgende gemeenten: Aiello del Sabato, Avellino, Cesinali, Manocalzati, San Potito Ultra, Santo Stefano del Sole, Sorbo Serpico.

## Geboren
- Antonio Cassese (1937-2011), rechter en hoogleraar